# Luis Abreu
Luis Abreu (5 de mayo de 1947-Caracas, 22 de marzo de 2015) fue un actor, locutor, director de teatro y dramaturgo venezolano. Su carrera en televisión se inició con pequeños papeles en recordadas telenovelas como Lucecita, Una muchacha llamada Milagros y La Zulianita.

## Carrera
Su debut en la actuación de telenovelas empezó en 1967 por la telenovela Lucecita del canal Venevisión, lugar donde hizo gran parte de sus participaciones hasta 1999.
El año 2005 condujo, junto a su hijo, el programa de radio “De Tal Palo, Tal Astilla”. El año 2007 tuvo una destacada participación en la película Miranda regresa,  basada en la vida de Francisco de Miranda, donde compartió set por primera con su hijo Luis Gerónimo Abreu, donde interpretan a un mismo personaje, Salim, en dos etapas: adulto joven y anciano.
Se integró al Grupo Actoral 80, para trabajar en la obra Petroleros suicidas de Ibsen Martínez en 2011 y Profundo de José Ignacio Cabrujas, en 2013.
En 2012 se estrenó su ópera prima como dramaturgo: En el nombre del padre, en el nombre del hijo, que protagonizó junto a su hijo Luis Gerónimo y bajo la dirección de Daniel Uribe. La obra trata del reencuentro de Genaro (interpretado por Luis Abreu), un exmaquillador de televisión que ha descendido profesionalmente hasta convertirse en un maquillador de cadáveres en la funeraria familiar, y su hijo, Pedro Elías (Luis Gerónimo), ha cambiado su nombre por el de Juan José para convertirse en un galán de televisión durante el velorio de una tía.
Alejado de la televisión a principio de la década de los 80 se dedicó a la docencia, la locución, la escritura y al cine. Falleció de un infarto el 22 de marzo de 2015.

## Vida personal
Estuvo casado con la fallecida escritora, productora y directora de cine y televisión Haydée Ascanio, con quien tuvo dos hijos, uno de ellos el también actor Luis Gerónimo Abreu Ascanio, con quien trabajó en radio, cine y teatro. También estuvo casado con la actriz y conductora puertorriqueña Giselle Blondet.
Falleció mientras dormía a causa de un infarto la madrugada del 22 de marzo de 2015, a los 67 años de edad.

## Participaciones

### Telenovelas
- 1967: Lucecita
- 1972: La mujer prohibida
- 1973: Peregrina (Dr. Manrique Alonso)[6]
- 1974: Una muchacha llamada Milagros (Augusto)
- 1974: La señorita Elena
- 1976: La Zulianita (Jesús Arocha y Pimentel)
- 1977: Laura y Virginia (Junior)
- 1978: Daniela (Moisés)
- 1980: La otra mujer (Paul)
- 1980: El ídolo (Fernando Zayas)
- 1984: La mujer sin rostro
- 1985-1986: Cantare para Ti
- 1993: Por estas Calles (Doctor) Participación especial
- 1993-1994: Dulce Ilusión (Dueño del circo)
- 1998: El país de las mujeres (Salvador Falcón)

### Radio
- 2005: De Tal Palo, Tal Astilla (Conductor)

### Cine
- 2007: Miranda regresa (Salim anciano)
- 2010: Taita Boves (Gran Bulu)
- 2015: El Infierno de Gaspar Mendoza[7]

### Teatro
- 2011: Petroleros suicidas (Coronel Arroyo Valera)
- 2013: En el nombre del padre, en el nombre del hijo (Genaro)
- 2012: Profundo (Buey)
- 2015: Despertar de primavera[8]